# Физика жидкостей
Физика жидкостей (физика жидкого состояния вещества) — раздел физики, в котором изучаются механические и физические свойства жидкостей. Статистическая теория жидкостей является разделом статистической физики. Важнейшим результатом является вывод уравнений гидродинамики из уравнений Лиувилля, реализованный Н. Н. Боголюбовым в 1948 году. В физике квантовых жидкостей изучается явление сверхтекучести, нашедшее объяснение в работах Н. Н. Боголюбова 1947—1949 годов.
Успехи теории фазовых переходов между газообразным и жидким состоянием вещества, созданной Ван-дер-Ваальсом, укрепили представления о структурной близости этих состояний, как неупорядоченных и различающихся лишь плотностью частиц. После первых ренгеноструктурных исследований распределения частиц в жидкости выяснилось, что жидкости не являются бесструктурными. В теории рассеяния света в жидкости, разработанной Цернике и Пирсом в 1927 году, возникает функция распределения. Я. И. Френкель ввел представление о колебательно-поступательном движении молекул в жидкостях и развил кинетические модели в физике жидкостей. Строгая статистическая теория жидкостей была построена в работах Н. Н. Боголюбовым в 1947—1949 годах.
И. З. Фишер использовал цепочку уравнений Боголюбова во втором порядке  для описания жидкости. Также, И. З. Фишер создал лагранжеву теорию тепловых гидродинамических флуктуаций. В предисловии автора к русскому изданию своей книги К. А. Крокстон писал в 1976 году: «Последние два или три десятилетия физика жидкого состояния … достигла значительных успехов, в основном благодаря пионерским работам советских авторов — главным образом Н. Н. Боголюбова, Я. И. Френкеля и И. З. Фишера».
В 2017 году Н. А. Кудряшовой описана новая модель жидкости: молекулы находятся в состоянии неустойчивого равновесия, что объясняет все свойства вещества в жидком состоянии.